# Urh, grof celjski (opera)
Urh, grof celjski je opera v treh dejanjih Viktorja Parme. Libreto je napisal Anton Funtek, krstna predstava je bila v Ljubljani 15. februarja 1895. Vlogo grofa Urha je interpretiral Josip Nolli, dirigent predstave je bil Fran Gerbič. Opero pa so ponovili še štirikrat.
Že novembra 1892 je Ljubljanski zvon zapisal, da je tudi skladatelj Viktor Parma končal novo opero, ki jo je komponiral na isti libreto, kot pred njim Benjamin Ipavec. Parma, ki je imel večji smisel za gledališko dogajanje kot Ipavec, je libreto močno predelal, ga skrajšal, zasnoval je arije in romance, in kar je najbolj pomebno, uglasbil je vse besedilo, tako da tu ni več govorjenih vložkov. Izpustil je tudi nekaj nepotrebnega dogajanja, kar pa ni bilo poglavitno za vsebino in dramatiko dogajanja. Glasba je pisana v slogu italijanske romantične opere. Zakaj je Parma uglasbil isti libreto kot pred njim Ipavec?  Vzrok je bilo pomanjkanje dobrih opernih besedil.
Upoštevaje dejstvo, da Benjamin Ipavec ni uglasbil celotnega Funtkovega libreta in da je Anton Foerster svojega Gorenjskega slavčka iz operete v opero predelal šele 1896, je Parmov Urh, grof celjski prva slovenska v celoti komponirana zgodovinska romantična opera.

## Vsebina
Vsebina opere je bolj ali manj ista kot pri Teharskih plemičih, le da tu vsebino podpira in znači tudi izrazita glasba.